# Scott Goodyear
Scott Goodyear (ur. 20 grudnia 1959 roku w Toronto) – kanadyjski kierowca wyścigowy.

## Kariera
Goodyear rozpoczął karierę w wyścigach samochodowych w 1982 roku od startów w Budweiser/7-Eleven Can-Am Series, gdzie jednak nie zdobywał punktów. W późniejszych latach Kanadyjczyk pojawiał się także w stawce Północnoamerykańskiej Formuły Mondial, Can-Am, CASC Rothmans Porsche Challenge Series, IMSA Camel GTO, World Sports-Prototype Championship, Champ Car, IMSA Camel GTP Championship, Indianapolis 500, 24-godzinnego wyścigu Le Mans, Indy Racing League, International Race Of Champions oraz Grand American Rolex Series.

### Wyniki w 24h Le Mans
| Rok  | Klasa | Nr | Opony | Samochód                                       | Zespół          | Partnerzy                      | Okr. | Poz. | Klasa Poz. |
| ---- | ----- | -- | ----- | ---------------------------------------------- | --------------- | ------------------------------ | ---- | ---- | ---------- |
| 1987 | C1    | 3  | M     | Porsche 956 Porsche Type-935 2.8L Turbo Flat-6 | Brun Motorsport | Bill Adam Richard Spenard      | 120  | NU   | NU         |
| 1996 | GT1   | 26 | M     | Porsche 911 GT1 Porsche 3.2L Turbo Flat-6      | Porsche AG      | Karl Wendlinger Yannick Dalmas | 341  | 3    | 2          |